# Vicente Moliner Nadal
Vicente Moliner Nadal (Burriana, 27 de marzo de 1903 - Castellón, 21 de mayo de 1940) fue un maestro y político socialista español, alcalde de Burriana durante la Segunda República.
Hijo de un panadero, se educó en el Seminario del Desierto de las Palmas y en la Escuela de Magisterio de Castellón. Fue maestro en Alcora para luego seguir en su localidad natal. Fue uno de los fundadores del Partido Socialista Obrero Español y de la Unión General de Trabajadores en Burriana. Se incorporó a la vida política en 1936 como concejal de Instrucción Pública, pero la irrupción de la Guerra Civil le hizo renunciar al puesto, motivado por los actos de violencia que observó y al conocer de la ejecución en Barcelona del exalcalde republicano de su localidad Víctor Marín.
Cuando el gobierno de Largo Caballero consiguió la disolución de los Comités, restaurar las instituciones y pudo poner por fin orden a las actividades incontroladas en distintos puntos de la zona republicana a finales de 1936, Vicente Moliner regresó al Ayuntamiento en febrero de 1937 como alcalde-presidente del Consejo Municipal. Hasta la entrada en la localidad de las tropas franquistas el 5 de julio de 1938, Vicente Moliner pudo acometer la ejecución de las obras de los grupos escolares y las de comunicación.
Permaneció en su localidad natal, a pesar de haber podido huir camino de Valencia con toda su familia con los salvoconductos que le habían sido facilitados, por considerar que, no habiendo cometido delito de sangre alguno, nada debía preocuparle. Sin embargo, fue detenido el 3 de agosto de 1939, acusándosele de los desmanes habidos en Burriana al inicio de la guerra y de su participación con la Columna de Hierro. Permaneció detenido a espera de juicio en la prisión de la Mercé, junto a otros 1900 republicanos. A pesar de negar todas las acusaciones, y reconociendo su militancia en el PSOE y la UGT, fue llevado ante un Consejo de Guerra en el primer piso del Gran Casino de Burriana (lugar habitual de los mismos desde el fin del conflicto) y condenado a muerte por ser "responsable más o menos directo de cuantos actos se realizaron en Burriana". Permaneció en la modelo de Castellón hasta el 21 de mayo de 1940, cuando fue fusilado en el Río Seco, cerca del cementerio de Castellón, junto al alcalde de Villareal, Pascual Cabrera Quemades, el de Chilches y otros 25 republicanos más. Otros ocho miembros del Consejo Municipal de Burriana fueron fusilados tras la guerra.